# 人民公园站 (成都市)
人民公园站位于中华人民共和国四川省成都市青羊区蜀都大道与小南街、长顺上街交叉口，是成都地铁2号线的地铁车站，于2012年9月16日启用。

## 车站概要
本站位于蜀都大道与小南街、长顺上街路口，沿蜀都大道呈西北、东南向布置，于2012年9月16日开通使用。因临近成都人民公园而得名。在2号线建设期间，本站曾使用工程名“将军衙门站”。为避免乘客被屏蔽门夹住，本站装有“屏蔽门与车体间隙光电探测报警系统”。

## 车站结构
本站为岛式月台车站。
| 地面              | 0         | 出入口                                                                                                |
| 地下一层          | 站厅      | 自助购票、客服中心                                                                                    |
| 地下二层          | 2号线站台 | \| \| \| 2号线往犀浦（通惠门） \| \| 島式 · 開左邊车门 \| \| \| \| \| \| 2号线往龙泉驿（天府广场） \| |
|                   |           | 2号线往犀浦（通惠门）                                                                                 |
| 島式 · 開左邊车门 |           | |
|                   |           | 2号线往龙泉驿（天府广场）                                                                             |

站厅层
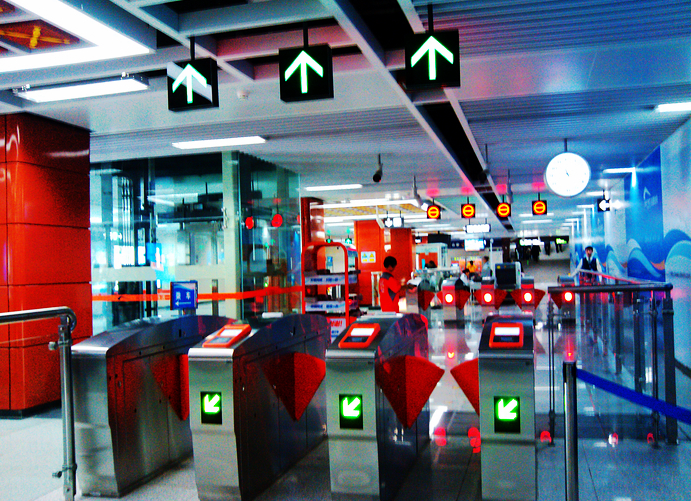
站厅层
站厅层
站台层
站台层的电视系统

## 出入口
本站目前开放2个出入口。原先2号线设置的D1、D2、D3出口因10、17号线施工而拆除，并建设了新的D出口。
| 编号     | 设施                    | 指示                                                           | 照片 |
| -------- | ----------------------- | -------------------------------------------------------------- | ---- |
|          | 无障碍电梯 无障碍卫生间 | 少城路、祠堂街、人民公园、辛亥秋保路死事纪念碑、四川文物管理局 |      |
| 出口 · D |                         | 小南街、金河路、长顺上街、将军街、四川口腔醫院                 |      |

## 公交换乘
5路；13路；43路；47路；53路；58路；62路；64路；70路；78路；81路；93路；126路；127路；163路；340路；905路等

## 趣闻
- 2015年11月27日9点14分10秒，成都地铁第10亿位乘客产生在本站[6]。

## 未来发展
预计2025年10号线三期工程和17号线二期工程开通后，本站将成为2号线、10号线和17号线三线换乘站。
10号线人民公园站为地下三层双柱三跨框架结构岛式站台车站，共设5个出入口。
17号线人民公园站为地下四层双柱三跨框架结构岛式站台车站，共设4个出入口。